# Tonnicinctus
Tonnicinctus ist eine ausgestorbene Gattung aus der Familie der Pampatheriidae, nahen Verwandten der heutigen Gürteltiere. Sie ist bisher über einzelne Skelettteile und Reste der Körperpanzerung bekannt. Die Fossilien stammen von nur zwei Fundstellen im zentralen und nördlichen Argentinien und datieren in den Zeitraum vom Unteren Pleistozän zum Unteren Holozän vor etwa 1,8 Millionen bis vor 8.500 Jahren. Die wissenschaftliche Erstbeschreibung erfolgte im Jahr 2015. Damit konnte neben den bekannten Gattungen Pampatherium und Holmesina ein dritter Vertreter der Pampatherien aus der Spätphase ihres Auftretens vorgestellt werden. Er unterscheidet sich charakteristisch im Aufbau der einzelnen Knochenplättchen des Rückenpanzers von den anderen Mitgliedern der Familie.

## Merkmale

Oberschenkelknochen und Kniescheibe von Tonnicinctus; Ansicht von vorn und hinten, Maßstab 50 mm

Tonnicinctus war ein mittelgroßer Vertreter der Pampatherien, dessen Körpermaße zwischen dem kleineren Plaina und den sehr großen Pampatherium und Holmesina vermittelten. Bekannt ist die Gattung über einzelne Skelettelemente und einige Reste des Körperpanzers. Vom Schädel ist nur das Schläfenbein überliefert. Dieses besaß weniger Foramina und kleinere Blutkanälchen als im Vergleich zu den meisten anderen Pampatherien, aber entsprechend zu Holmesina. Die Ansatzstelle des Jochbogens verlief in etwa parallel zur Seitenkante des Schädelknochens. In der Ansicht von unten befand sich die Glenoidgrube, in welche das Unterkiefergelenk greift, an der Basis des Jochbogens. Von der Wirbelsäule konnten zwei hintere Brustwirbel geborgen werden. Diese besaßen – typisch für Nebengelenktiere – zwei zusätzliche Gelenke am Wirbelbogen, die sogenannten xenarthrischen Gelenke (Nebengelenke oder Xenarthrale). Der Dornfortsatz war verhältnismäßig kürzer als bei Holmesina. Der Oberschenkelknochen ist fast vollständig erhalten und erreichte rund 29 cm Länge. Der große Rollhügel ragte übereinstimmend mit Kraglievicha und Pampatherium, aber abweichend zu Holmesina deutlich über den Femurkopf. Der Kopf selbst hatte eine runde Form und eine ausgeprägte Hüftkopfgrube für die Aufnahme der Gelenkbänder. Der Hals war im Gegensatz zu Kraglievicha wenig definiert. Am Schaft trat, ebenfalls typisch für Nebengelenktiere, ein dritter Trochanter (Rollhügel) auf. Er lag wie bei den meisten Pampatherien in der Schaftmitte, war aber auffallend robust und wies eine markante Profillinie auf, die sich gegenüber anderen Vertretern der Familie deutlicher abhob. Ebenfalls abweichend zu anderen Pampatherien war das untere Gelenkende stärker asymmetrisch geformt mit einer kleineren inneren Gelenkrolle. Die Eintiefung zwischen den beiden Gelenkrollen ragte tiefer ein als bei Kraglievicha und Holmesina, jedoch nicht ganz so tief wie bei Pampatherium. Darüber hinaus liegt auch erstmals für Pampatherien eine Kniescheibe vor. Sie besaß einen dreieckigen Umriss mit abgerundeten Ecken, wobei die Spitze nach unten zeigte. Die Außenfläche der Kniescheibe war gewölbt.

Knochenplättchen von verschiedenen Bereichen des Rückenpanzers. A–D: vom festen Schulterpanzer; E: vom festen Beckenpanzer; F–G: aus der teilweise beweglichen letzten Reihe des Schulterpanzers; H–K: aus den beweglichen Bändern; L–M: aus der teilweise beweglichen ersten Reihe des Beckenpanzers, Maßstab 30 mm

Häufig werden bei den Gepanzerten Nebengelenktieren die Merkmale des Panzers zur Bestimmung von Art und Gattung herangezogen. Der Rückenpanzer bestand bei allen Pampatherien mit vollständig bekannter Panzerung in Übereinstimmung mit den Gürteltieren aus jeweils einem festen Schulter- und Beckenteil, zwischen denen sich bewegliche Bänder befanden. Während es bei den Gürteltieren abhängig von der Art eine variierende Anzahl von beweglichen Bändern gibt, waren bei den Pampatherien jeweils nur drei ausgebildet. Die festen und beweglichen Panzerteile bestanden aus kleinen, in Reihe angeordneten Knochenplättchen (Osteoderme). Von Tonnicinctus sind solche Knochenplättchen von allen Bereichen des Rückenpanzers erhalten. Die des Schulter- und Beckenteils wiesen einen sechs- oder viereckigen Umriss auf. Ihre Ausmaße betrugen im vorderen Panzerbereich 4,0 cm in der Länge und 3,1 cm in der Breite, im hinteren wurden sie 4,9 cm lang und 3,4 cm breit. An den beweglichen Bändern betrug ihre Länge 7,6 cm, ihre Breite 3,3 cm. Sie waren hier also deutlich länger, wobei ein Teil davon als Gelenkfläche zum entsprechenden Osteoderm des benachbarten Bandes fungierte. Die Oberfläche jedes einzelnen Knochenplättchens zeigte eine typische Ornamentierung, die bei den Pampatherien eine längsgerichtete zentrale Erhebung beinhaltete. Bei Tonnicinctus war diese Erhebung am hinteren Ende sehr breit, wurde nach vorn hin aber schmaler. Sie ging in die randlichen Aufwölbungen des Osteoderms über, wodurch die seitlich des zentralen Längswulstes entlanglaufenden Eintiefungen eher seicht erschienen. Als Besonderheit bei Tonnicinctus traten seitlich der zentralen Erhebung irregulär geformte Ausfransungen auf. Diese sind bei anderen Pampatherien nicht bekannt; deren zentrale Erhebung der Knochenplättchen war entweder scharf oder verwaschen ausgebildet.

## Fossilfunde
Die Gattung ist bisher nur von zwei Fundstellen in Argentinien bekannt. Die ältere von beiden befindet sich in Ensenada, einem Vorort von La Plata in der Provinz Buenos Aires. Das Fossilmaterial der Fundstelle umfasst das bekannte Skelettmaterial und insgesamt 27 Knochenplättchen. Gefunden wurden die Reste in einem Straßenaufschluss in 17 m Tiefe. Aufgrund des Beifundes von Mesotherium, einem Angehörigen der Südamerikanischen Huftiere, wird das gesamte Fundensemble in das Untere und Mittlere Pleistozän gestellt (lokalstratigraphisch Ensenadum; vor 1,8 Millionen bis 400.000 Jahren). Die zweite Fundstelle liegt am Río Salado in der Provinz Santa Fe. Hier kam aber bisher nur ein Knochenplättchen zum Vorschein, das beim Bau einer Eisenbahnbrücke aufgesammelt wurde. Aufgrund von ebenfalls aufgedeckten Resten eines ausgestorbenen Pferdes der Untergattung Amerhippus datiert das Knochenplättchen in das ausgehende Pleistozän und frühe Holozän (lokalstratigraphisch Lujanium; von 126.000 bis vor 8.500 Jahren). Für beide Fundstellen wird für den Zeitpunkt der Ablagerung ein kühles Klima mit offenen Landschaften rekonstruiert.

## Systematik
Tonnicinctus ist eine Gattung aus der ausgestorbenen Familie der Pampatheriidae. Die Familie gehört zur Ordnung der Gepanzerten Nebengelenktiere, deren einzigen heutigen Mitglieder die Gürteltiere (Dasypoda) darstellen. Innerhalb der Ordnung sind die Pampatherien nahe mit den riesenhaften Glyptodontidae verwandt. Verbindende Merkmale der beiden Gruppen finden sich unter anderem in der Struktur des Gehörganges und im Bau des Kauapparates, wie dem hohen Unterkiefer und die im Vergleich zu den Gürteltieren komplexer gestalteten Zähne. Abweichend von den Pampatherien besaßen die Glyptodonten aber einen starren Rückenpanzer. Beide Familien bilden zusammen das übergeordnete Taxon Glyptodonta.
Gegenüber den extrem formenreichen Glyptodonten gelten die Pampatherien als sehr variantenarm und eher konservativ. Bisher sind nur rund ein Dutzend Gattungen bekannt. Ihr frühestes gesichertes Auftreten datiert in das Mittlere Miozän vor rund 14 bis 15 Millionen Jahren aus dem nördlichen Südamerika. Die bedeutendsten und bekannten Vertreter sind Pampatherium und Holmesina aus dem Oberpleistozän, ersteres ist eine endemische Form Südamerikas, letzteres kam zusätzlich auch in Nordamerika vor. Mit dem Aussterben der beiden Gattungen im Übergang zum Holozän erlosch auch die gesamte Linie der Pampatherien.
Mit Tonnicinctus ist nun ein dritter Vertreter der Pampatherien im Pleistozän nachgewiesen, dessen Präsenz aber vorerst auf die Pamparegion beschränkt bleibt. Ursprünglich war das Fundmaterial der beiden Fundstellen zu Pampatherium, genauer zu Pampatherium typum, gestellt worden. Bei einer Neubearbeitung der Pampatherien im Rahmen einer Dissertation durch Flávio Góis wurden aber die zahlreichen Abweichungen zu den bisher bekannten Formen erkannt. Daraufhin beschrieb Góis im Jahr 2015 zusammen mit einigen Forscherkollegen die neue Gattung Tonnicinctus. Der Namensbestandteil Tonni ehrt den argentinischen Paläontologen Eduardo P. Tonni, der einen großen Beitrag zur Erforschung der geologischen Vergangenheit seiner Heimat leistete. Das lateinische Wort cinctus bedeutet „Gurt“ oder „Gürtung“ und bezieht sich auf die beweglichen Bänder. Mit Tonnicinctus mirus ist nur eine Art bekannt. Das Artepithet ist ebenfalls lateinischen Ursprungs und bedeutet „wundervoll“ oder „erstaunlich“. Es wurde auf Grund der besonderen Ornamentierung der Knochenplättchen gewählt. Der Holotyp (Exemplarnummer MLP 54-III-16-1, 27) umfasst das Fundmaterial von La Plata, in dessen Museum es aufbewahrt wird. Der einzelne Osteoderm vom Río Salado stellt den Paratypen dar.